# Rick Potion No. 9
Rick Potion No. 9 ist die sechste Folge der ersten Staffel der Zeichentrickserie Rick and Morty. Sie wurde von Justin Roiland geschrieben, während Stephen Sandoval die Regie führte. Die Episode wurde erstmals am 27. Januar 2014 auf Adult Swim ausgestrahlt, die deutsche Erstausstrahlung erfolgte am 4. Januar 2015 auf TNT Serie.

## Handlung
In der High School kündigt Schulleiter Vagina über Lautsprecher den am Abend stattfindenden Grippezeitball an. Da dieser allerdings der Aufklärung und nicht der Feier der Krankheit dienen soll, bittet er alle tatsächlich Erkrankten, zu Hause zu bleiben. Auf den Gängen erblickt Morty seine große Liebe Jessica im Gespräch mit ihren Freundinnen. Er nimmt all seinen Mut zusammen und fragt sie, ob sie seine Begleitung auf dem Ball sein möchte. Dabei zeigt sie bereits erste Anzeichen einer Grippe, aber bevor sich die Sache weiterentwickeln kann, schiebt sich ein Mitschüler namens Brad zwischen Morty und Jessica und erklärt ihm, dass er jemanden, der in seiner Liga spielt, ansprechen sollte. Jessica ist aufgrund des Eingreifens von Brad erleichtert und geht, ohne mit Morty zu reden, davon.
Abends zu Hause ist Morty noch immer geknickt und sein Vater versucht ihn aufzumuntern, indem er ihm eine Geschichte von sich und Mortys Mutter erzählen möchte. Doch Rick platzt herein, nimmt ihm das Wort ab und stellt klar, was Jerrys wahre Motive für die Ehe mit Beth waren, wonach Jerry ein Kind mit Beth zeugte, sodass diese einen Grund dafür hat ihn zu heiraten. Rick gibt seinem Enkel den Rat, keine Tipps seines Vaters anzunehmen, da seine Ehe kurz vor dem Aus stehe. Morty bittet Rick zwar, nicht so geringschätzig über seine Eltern zu reden, allerdings erklärt Rick ihm, dass das Verlieben lediglich die menschliche Reaktion der tierischen Fortpflanzung sei und er stattdessen nur die Wissenschaft lieben sollte. Davon angesprochen, sucht er seinen Großvater in der Garage auf, der dabei ist an einem Gerät herumzubasteln. Morty fragt Rick, ob dieser eine Art Liebestrank erfinden könnte, der eine chemische Reaktion bei Jessica auslöst, sodass diese sich in ihn verliebt. Rick meint, dass dies unter seiner Würde sei und bittet ihn stattdessen mehrfach, ihm einen Schraubenzieher zu reichen. Morty reagiert jedoch gereizt und meint er werde ihm den Schraubenzieher nicht geben und fordert stattdessen den Trank von seinem Großvater als Belohnung für die vielen Male, in denen er Rick unterstützte. Aus einer Kiste wühlt Rick ein Reagenzglas voll Oxytozin hervor, welches er aus einer Wühlmaus extrahierte, die wie er seinem Enkel erklärt, lebenslange Paarbindungen eingehen. Dieses kombiniert er mit einem Haar von Morty. Zufrieden macht sich Morty zum Ball auf, nachdem er seinen Großvater noch nach eventuell auftretenden Gefahren fragte. Dieser beruhigt ihn, merkt jedoch, nachdem Morty die Garage verlassen hat an, dass höchstens bei einer Grippeerkrankung Gefahr besteht.
Währenddessen fragt Jerry in seiner unsicheren Art Beth danach, ob sie ihn immer noch liebe. Beth, in Arbeit vertieft, reagiert darauf emotionslos und entmutigend, indem sie ihm in einer Art Parabel über den Bau von Obdachlosenunterkünften versucht klarzumachen, dass Jerry zu lieben, harte Arbeit bedeutet. Kurz darauf, erhält sie eine SMS, da ihre Hilfe in der Tierklinik benötigt wird. Dabei erwähnt sie, dass sie mit ihrem Kollegen Davin alleine sein wird. Jerry packt kurz darauf die Eifersucht.
Auf dem Grippezeitball hat sich derweil bereits eine große Menge an Schülern in der Turnhalle der Schule eingefunden. Frohen Blickes erblickt Morty Jessica, nimmt etwas von dem Serum und reibt es Jessica ungeniert an den Arm. Diese ist gerade dabei ihn zurechtzuweisen, als das Serum seine Wirkung zeigt und sie sich in ihn verliebt. Wie bereits auf dem Schulgang kreuzt erneut Brad den Weg der beiden und plant Morty erneut eine Standpauke zu halten. Jessica fährt ihn jedoch an und niest ihm dabei ins Gesicht, woraufhin er ebenfalls Morty verfällt. Es kommt zum Streit mit Jessica um Mortys Gunst. Brad wird daraufhin vom Schulleiter und Mr. Goldenfold nach draußen gebracht, niest jedoch dabei ebenfalls, wodurch zunächst die Bowle und anschließend über die Lüftungsschächte die gesamte Turnhalle dem Serum ausgesetzt sind, und alle Anwesenden ihr Auge auf Morty werfen. Sogar der engagierte Rapper auf der Bühne, dichtet seinen Songtext kurzerhand um.
Bei den Smiths grübelt Jerry derweil immer noch über Beth und Davin nach und geht damit seiner Tochter Summer auf die Nerven, die ihm versucht klarzumachen, dass bei einer Pferde-OP nicht gerade viel romantische Stimmung aufkommen wird. Erneut ist es Rick, der mit seinem Kommentar Jerry dazu bringt, zur Klinik zu fahren. Allein mit seiner Enkelin, fragt Rick diese, weshalb sie nicht auch auf dem Ball ist. Sie erwähnt, dass sie sich nicht mit der Grippe anstecken lassen will, woraufhin Rick realisiert, dass Morty dringend seine Hilfe benötigt.
Auf dem Ball streiten sich alle Anwesenden derweil handfest um Morty, der mit Mühe entkommen kann und zusammen mit seinem gerade eintreffenden Großvater aus der Schule flieht. Sie steigen in Ricks Raumschiff der meint ein passendes Gegenmittel zur Hand zu haben, diesmal mit Gottesanbeterinnen-Extrakt, die bekannt dafür sind ihre männlichen Artgenossen nach dem Paarungsakt zu enthaupten. Rick meint, dass sie somit das genaue Gegenteil von Wühlmäusen seien und sich die Extrakte somit gegenseitig neutralisieren würden. Er versprüht das Serum über der gierigen Menge unter ihnen, wodurch sie die Anwesenden jedoch tatsächlich in humanoide Gottesanbeterinnen verwandeln. Beiläufig erwähnte er noch, dass diese Seren bei niemandem mit genetischer Verwandtschaft wirken würden. Als er das Chaos am Boden sieht, meint er, dass Wissenschaft manchmal eher Kunst als Wissenschaft sei.
Jerry fährt derweil wutentbrannt zur Tierarztpraxis, als er sich einem Stauende nähert. Die Gottesanbeterinnen haben auf der Suche nach Morty bereits ein großflächiges Chaos verursacht. Jerry ergreift die Flucht vor einigen von ihnen. Mit der Schrotflinte eines verstorbenen Polizisten gelingt es ihm einige der Bestien zu töten. Summer erfährt derweil durch eine Eilmeldung im Fernsehen von der Katastrophe, so haben sich auch bereits die Nachrichtenmoderatoren verwandelt. Beim Umschalten wird deutlich, dass sich die Epidemie bereits in weiten Teilen der Welt ausgebreitet hat. Einige der Bestien dringen daraufhin in das Haus der Smiths ein, woraufhin Summer die Flucht ergreift.
Im All, wo Rick und Morty zwischengelandet sind, hat Rick derweil ein weiteres Serum entwickelt, welches sich aus Koala, Klapperschlange, Schimpanse, Kaktus, Hai, Golden Retriever und etwas Dinosaurier zusammensetzte, und laut Rick addiert die normale Menschheit ergibt.
Beth und Davin haben derweil erfolgreich mehreren Pferden das Leben gerettet und letzterer ist tatsächlich dabei, sich an Beth ranzumachen. Sie geht allerdings nicht darauf ein und schnell wird zudem klar, dass die Avancen nicht ihr, sondern vielmehr ebenfalls Morty galten, da Davin ebenfalls infiziert ist. Er verlangt von Beth unangebrachte Details über Morty zu bekommen, ehe er sich ebenfalls verwandelt. Kurz darauf trifft Jerry bewaffnet mit einer Brechstange in der Praxis ein, bereits deutlich durch das Chaos vor der Tür gezeichnet und schlägt Davin nieder. Beth dankt ihm für sein Eingreifen.
Rick und Morty fliegen über der Stadt und nach kurzer Debatte zieht Morty den Hebel, durch den das neue Serum freigesetzt wird. Zunächst scheint alles wieder beim alten zu sein. Die Bestien haben sich in ganz normale Menschen zurückverwandelt und Rick macht Morty seine Überlegenheit, ob dieses Erfolg deutlich. Schnell wird jedoch klar, das längst nicht alles gut ist. Die Menschen winden sich vor Schmerzen auf der Straße, bevor sie sich in schleimige Monster, ganz unterschiedlicher Form, verwandeln. Kurz darauf, nähern sich Jerry und Beth der Szenerie und töten einige der Monster mit Schrotflinte und Machete bewaffnet. Gleich darauf stößt Summer nach ihrer Flucht auf sie. Rick, der den Monstern den Namen Cronenbergs gibt (nach David Cronenberg), und Morty beobachten das Szenario von den Dächern aus. Sie geraten in einen Streit darüber, wer von den beiden für das Chaos verantwortlich ist. Morty verlangt von Rick alles rückgängig zu machen. Rick meint, noch ein Ass im Ärmel zu haben, wonach alle wieder in den Normalzustand zurückversetzt werden sollen. Er bittet Morty eine Art Rucksack anzulegen. Kurze Zeit später landen die beiden vor dem Haus der Smiths, alle Gebäude sind wieder ganz und die Zeitungen berichten davon, dass die Epidemie abgewendet werden konnte. Morty staunt, ob der Notlösung seines Großvaters und ist diesmal, nach dem Betreten der Garage, bereit, seinem Großvater einen Schraubenzieher zu reichen. Er dreht die Schrauben an dem Gerät ein paar Mal, bevor dieses explodiert und beide tötet. Schnell wird klar, dass dies nicht Rick und Morty, wie sie bislang gezeigt worden sind, waren, sondern lediglich Rick und Morty aus einer anderen Realität. Rick und Morty erreichen durch ein Portal die Garage und Morty gerät sofort in Panik, als er die Leichen sieht. Rick erklärt, dass es ihm in einigen von unendlichen Realitäten gelungen ist, die Epidemie abzuwenden. Er musste allerdings noch eine Realität finden, in der Rick und Morty zu genau dieser Zeit sterben würden, damit sie deren Platz, in einer Realität ohne globale Katastrophe, einnehmen können. Rick stellt zudem klar, dass hätte ihm Morty sofort den Schraubenzieher gegeben, sie jetzt tatsächlich tot wären. Sie vergraben die Leichen im Garten der Smiths und Morty wird durch dieses Ereignis traumatisiert. Als sie wieder im Haus sind, realisiert Morty, das im Gegenzug zur Cronenberg-Welt, seine Eltern in dieser Realität nach wie vor Eheprobleme haben. Er setzt sich, tief in sich versunken, neben Rick und Summer auf das Sofa.
Nach dem Abspann ist zu sehen, wie die Smith-Familie in der Cronenberg-Welt lebt, die sich inzwischen in eine postapokalyptische Welt verwandelt hat. Summer unterhält ihre Eltern mit einer Darbietung aus Der weiße Hai. Jerry fragt Beth, ob diese von Zeit zu Zeit noch an Rick und Morty denke. Sie bejaht dies mit etwas Scham, da sie meint, jetzt endlich glücklich zu sein. Rick und Morty erleben derweil ein Abenteuer als Cronenbergs.

## Kritik
Joe Matar, von der Webseite Den of Geek gefiel die Episode. Er sagte, sie sei zwar nicht so lustig, wie die letzte gewesen, hätte jedoch ein wunderschön dunkles Ende und ihm gefiel zudem Jerrys Actionhelden-Nebenhandlungsstrang.

## Wissenswertes
- Diese Episode benutzt im Originaltitel erstmals den Namen einer der beiden Hauptfiguren. In späteren Episoden, insbesondere ab Staffel 2 basieren die Original-Episodentitel häufig auf Wortspielen, basierend auf den Namen „Rick“ und „Morty“.
- Der Episodentitel ist eine Anspielung auf den Film Love Potion No. 9 – Der Duft der Liebe.
- Die Cronenbergs sind eine Anspielung auf den kanadischen Filmemacher David Cronenberg, der für seine Horror- und Körperfilme bekannt ist.
- Summer gibt in der Schlussszene eine Darbietung der Rede von Quint, wenn auch nicht ganz korrekt, aus dem Film Der weiße Hai zum Besten.

## Weblink
- Rick Potion No. 9 bei IMDb